# Liam James
Liam James (7 de agosto de 1996) é um ator canadense. Ele ficou mais conhecido por ser o jovem Shawn Spencer, um dos principais personagens recorrente na série de televisão Psych e The Killing.

## Biografia
Seu pai, Derek, é um ex-lutador olímpico. James tem heterocromia, um olho verde e um azul. Ele tem um irmão chamado Sterling. Terminou o ensino médio em uma escola pública em Coquitlam. Começou a trabalhar como dublê para um diretor de teste de elenco, amigo de sua mãe. James já participou da equipe de wrestling, devido a isso mostrou alguns golpes em um episódio da série The Killing. Durante a produção da série, sua mãe e a atriz Mireille Enos ficaram amigas, o que ajudou ele na construção do personagem do filho de Enos (Sarah Linden), Jack Linden. Durante a produção de The Way Way Back teve que adiar os estudos ao longo de dois meses. Quando foi perguntado sobre o que esperava do desempenho do filme na bilheteria e crítica, James respondeu: 

## Carreira
Em 2009, participa do elenco principal do filme de ação "2012 (filme)"  dirigido por Roland Emmerich, ao interpretar Noah Curtis, o filho caçula de Jackson Curtis (interpretado por John Cusack) e Kate Jackson (interpretada por Amanda Peet) e e irmão caçula de Lily (interpretada por Morgan Lily).
Em 2019, participa do elenco principal da série de televisão "Deadly Class" da plataforma Syfy, ao interpretar o punk rockeiro amigável e desajeitado Billy Bennett, que estuda na King's Dominion e que é filho de um policial corrupto de contrabando de drogas e também um dos melhores amigos do protagonista Marcus Lopez-Arguell (interpretado por Benjamin Wadsworth).

## Filmografia
| Filme | Filme                        | Filme                         | Filme             |
| ----- | ---------------------------- | ----------------------------- | ----------------- |
| Ano   | Título                       | Papel                         | Nota(s)           |
| 2007  | Good Luck Chuck              | Garoto no ambiente do pinguim | Participação      |
| 2007  | Things We Lost in the Fire   | Primo Dave                    |                   |
| 2007  | Fred Claus                   | Fred                          | Versão de 12 anos |
| 2007  | Aliens vs. Predator: Requiem | Sam                           |                   |
| 2009  | The Horsemen                 | Sean Breslin                  |                   |
| 2009  | 2012                         | Noah Curtis                   | Elenco principal  |
| 2013  | The Way Way Back             | Duncan                        |                   |
| 2017  | Speech & Debate              | Solomon                       |                   |

## Televisão
| Série       | Série                          | Série                | Série                 |
| Ano         | Título                         | Papel                | Nota                  |
| ----------- | ------------------------------ | -------------------- | --------------------- |
| 2008        | Fear Itself                    | Harry Siegal (novo)  | 1 episódio            |
| 2006 / 2010 | Psych                          | Shawn Spencer (novo) | 56 episódios          |
| 2010        | Fringe                         | Teddy Falls          | 1 episódio            |
| 2011–2013   | R.L. Stine's The Haunting Hour | Scott e Jared        | 2 episódios           |
| 2011        | Christmas Comes Home to Canaan | Bobber Burtion       | Telefilme             |
| 2011        | The Killing                    | Jack Linden          | 4 temporadas          |
| 2016        | The Family                     | Adam Warren          | Elenco regular        |
| 2019        | Deadly Class                   | Billy Bennett        | Elenco regular        |
| TBA         | The White House Plumbers       |                      | Série limitada da HBO |